# Happening

Un happening est une performance (au sens anglais du mot : « représentation »), un événement ou une situation qui peut être considéré comme un art.
Utilisé pour la première fois dans la langue française en 1964, ce substantif est emprunté à l'anglais (participe présent du verbe to happen : arriver, se produire). Une traduction possible serait une « intervention artistique ».
Le happening se distingue de la performance par son caractère spontané et le fait qu'il exige la participation active du public, public qui n'est plus considéré tel quel, mais comme intervenant.
Le happening repose sur quatre éléments fondamentaux qui sont le temps, l'espace, le corps ou la présence de l'artiste et l'implication du spectateur. Il est considéré comme un art éphémère qui ne laisse que des traces des œuvres, comme des photographies et parfois des films ou des témoignages. Le spectateur joue un rôle important dans l'œuvre puisqu'il est ajouté afin de créer un élément de hasard, ainsi l'œuvre ne sera jamais la même que la fois précédente.
Le happening est aussi une démarche dite libératrice de toutes contraintes, qu'elles soient artistiques ou sociales, qui se veut souvent provocatrice et humoristique et qui séduit de nombreux artistes puisqu'il attire de nombreux métiers de l'art tels que les peintres, les acteurs ou encore les danseurs.

## Historique

### Origines, aux États-Unis
Allan Kaprow utilisa la première fois le terme « happening » à l’été de 1957 à un pique-nique d’art dans la ferme de George Segal pour décrire les pièces qui s’y déroulaient alors. Happening apparut pour la première fois sur papier dans le numéro d'hiver 1958 du magazine Anthologist, tenu par des étudiants en littérature de l'université de Rutgers. « Un happening est un environnement exalté, dans lequel le mouvement et l'activité sont intensifiés pendant un temps limité et où, en règle générale, les gens s'assemblent à un moment donné pour une action dramatique. »(A. Kaprow). Les théoriciens de l'art contemporain placent le happening comme l'une des premières pratiques d'art action. L'idée du happening se répandit et le terme fut adopté par des artistes américains, allemands, japonais… Jack Kerouac décrit Kaprow comme « l’homme des happenings ». 
Une publicité américaine de l’époque montre une femme flottant dans l’espace déclarant :
« J'ai rêvé que j'assistais à un happening dans mon soutien-gorge Maidenform. »[réf. nécessaire]
On se réfère en général à la pièce de Kaprow, 18 happenings in 6 Parts (1959), comme au premier happening. On considère cependant que le premier happening eut lieu en 1952 avec la représentation de Theater Piece No. 1 au Black Mountain College, par John Cage, qui fut le professeur de Kaprow dans le milieu des années 1950. Les personnes qui assistèrent à cette performance ne rendent souvent pas compte de ce qui s’y déroula exactement de la même manière, mais la plupart s’accordent sur le fait que Cage récita de la poésie et lut des textes, M. C. Richards (en) lut des extraits de son œuvre poétique, Robert Rauschenberg montra quelques-uns de ses tableaux et fit jouer des enregistrements sur phonographe, David Tudor joua sur un piano préparé et que Merce Cunningham dansa. Toutes ces actions se déroulèrent en même temps, et parmi le public autant que sur la scène.
18 happenings in 6 Parts inspira très vite à New-York de nombreux autres événements. Par exemple, en 1960, de Robert Whitman, une présentation intitulée The American Moon, dans laquelle des tunnels concentriques menaient les interprètes nulle part. Ou encore, Courtyard de Kaprow, en 1962, dans la cour d'un hôtel abandonné, présentait une montagne de papiers, une autre montagne mais à l'envers, une femme en chemise de nuit et un cycliste, tous ces éléments ayant des valeurs symboliques. C'est la presse qui, rendant compte de ces événements, inspirée du 18 happenings, les nomma Happening, mais ce terme ne satisfaisait aucun des artistes impliqués : ils ne formèrent aucun groupe, ne publièrent aucun manifeste revendiquant ce terme. De toutes façons, même la définition de Kaprow, à savoir « Un événement ne pouvant se produire qu'une seule fois », ne faisait pas l'unanimité. Le seul dénominateur commun était New-York, et surtout Manhattan. C'est de ce bouillonnement qu'émergea le mouvement Fluxus, en 1961.
À la fin des années 1950 et au début des années 1960, la pratique du happening se propagea à New York. Carolee Schneemann, Red Grooms, Robert Whitman, Jim Dine, Claes Oldenburg et Robert Rauschenberg comptent comme les figures clés de cette forme artistique. Certains de leurs travaux sont documentés dans le livre de Michael Kirby Happenings (1966).
Pour toutes ces créations, le lieu du happening est le paramètre le plus important. Vient en deuxième les matériaux disponibles, et les interprètes viennent en troisième. Ce lieu peut être de toute superficie et de toute sorte, d'une chambre d’hôtel à un pays entier. Pour City Scale, de Ken Dewey, en 1963, les spectateurs devaient traverser toute la ville de New-York. Rauschenberg exécute sa première performance dans une patinoire à Washington, parce que les glissades lui permettent de mieux régler les mouvements d’accéléré et de ralenti des danseurs. Le Filmmaker's Cinémathèque accueille diverses créations, chacune exploitant la configuration d'un cinéma de diverses façons : Map Room II qui est encore de Rauschenberg, joue d'assemblages acteurs-objets et de scènes partielles, Moviehouse de Oldenburg fait jouer les spectateurs dans les sièges et les allées, et d'autres happenings s'intéressent à la séparation entre la scène et la salle.
Vers 1963, il se produit une imbrication entre danse et happening, sous l'impulsion notamment du Judson Dance Group. Les danseurs provoquent l'intérêt des artistes pour le corps en mouvement, et beaucoup font alternativement interventions dansées et happenings, sans que l'on puisse vraiment distinguer l'un de l'autre. Avec ces mouvements dansés, le sculpteur Morris introduit la manipulation d'objets, de sorte qu'ils n'imposent pas une domination à ses performances, et contribua au mouvement minimaliste.
De mai 1962 à mai 1963 le festival Yam regroupa de nombreux artistes du happening. Mais, à partir de 1964, il apparut une scission entre artistes new-yorkais et artistes du reste du monde.

### En Allemagne dans les années 1960
Pendant les années 1960 est apparu, en République fédérale d’Allemagne,
un grand mouvement culturel et intellectuel à caractère subversif qui, à travers de grandes personnalités comme Joseph Beuys, Wolf Vostell, le Coréen Nam June Paik, et Charlotte Moorman supposa une révolution artistique et avait élu avec fierté et engagement pour domicile
la ville de Cologne.
Les aspects provocateurs et les attaques radicales contre les valeurs traditionnelles du miracle économique faisaient en sorte que le public adoptait une conscience critique et l’appliquait à des domaines d’expérience encore inconnus.
Les happenings qui, avec leurs arguments provocateurs, inspiraient tous types de commentaires et de témoignages critiques, rencontrèrent rapidement de nombreux enthousiastes.
La stratégie des happenings consistait à présenter une image d’ensemble vivante de la société d’une manière résolument puriste, en la représentant de manière suggestive et sans compromis, et en élargissant les expectatives et les perspectives du public, ne tarda pas à polariser le public et à atteindre l’objectif que les artistes s’étaient fixé : stimuler les sens et la conscience, structurer les circonstances humaines et éviter que le public n’oublie le quotidien pendant les représentations.
Les extravagances, l’originalité spéciale, les traits politiques et sociologiques ainsi que les prophéties visionnaires étaient les ingrédients des happenings de Wolf Vostell. Ses événements souvent insondables qui faisant intervenir tous les sens pendant les happenings
ainsi que la participation euphorique de Beuys et Vostell, les coryphées
de l’évolution de l’art, étaient encore inacceptables à cette époque pour de nombreux adeptes de l’art.
Tout comme la raison est un concept essentiel de l’illustration, les
organisateurs de happenings étaient convaincus de la capacité humaine de s’inspirer de manière autonome dans ses propres ressources et d’atteindre la perfection par la créativité à travers la participation à des happenings.
Wolf Vostell avait fait exploser 200 ampoules allumées contre un mur en plexiglas qui faisait barrière entre la scène et le public ; il avait cassé des jouets de guerre avec un marteau et avait planté des aiguilles dans de la viande crue.
Dans ce contexte, le détournement de biens de consommation avait été compris à tort comme un gaspillage et avait donc été critiquée. Le public avait pris de plein fouet ces représentations radicales et recherchait une manière de récupérer l’équilibre. Cette manière consistait à ce que chaque individu aille à la recherche sa propre souveraineté.
Les participants devaient faire l’examen de leur conscience, définir leurs caractéristiques positives et leurs vertus, et comprendre que les éléments qui forment leur existence sont interactifs et ont la capacité d’influence, afin de vivre ainsi leur vie comme un art.

### Autour du monde

#### En Italie
En 1960, Jean-Jacques Lebel est l'auteur, à Venise, de L'Enterrement de la Chose, le premier happening européen[réf. nécessaire]. Il publie le premier essai critique en français sur le mouvement des happenings à travers le monde. À partir de cette date, il produit plus de soixante-dix happenings, performances et actions, sur plusieurs continents, parallèlement à ses activités picturales, poétiques et politiques.

#### En France
En 1960 Yves Klein réalise ses Anthropométries qui sont filmées et donc toujours visibles, de même que les toiles qui en résultent, comme Anthropométrie de l'époque bleue.

#### EnGrande-Bretagne
Les premiers happenings sont organisés à Liverpool par le peintre et poète Adrian Henri, mais l’évènement le plus important est l’« Incarnation de la Poésie » du Albert Hall, le 11 juin 1965, où une audience de 7 000 personnes assistent et participent à des performances de poètes d’avant-garde anglais et américains. L’un des participants, Jeff Nuttall, réalise par la suite de nombreux autres happenings, travaillant souvent avec son ami Bob Cobbing, poète du son et de la performance.

#### EnBelgique
Les premiers happenings ont lieu vers les années 1965–1968, à Anvers, Bruxelles et Ostende, mis en place par les artistes Hugo Heyrman et Panamarenko.

#### AuxPays-Bas
Provo réalise des happenings autour de la petite statue Het Lieverdje sur le Spui, une place au centre d’Amsterdam, de 1966 à 1968. La police intervient souvent pour stopper ces évènements.

#### EnAustralie
Le Yellow House Artist Collective de Sydney héberge des happenings de 24 heures tout au long des années 1970.

#### EnPologne
Du côté est du rideau de fer, dans la seconde moitié des années 1980, le réseau anarchiste Alternative orange, fondé par le Major Waldemar Fydrych se fait connaître pour le nombre de personnes qu’il réussit à faire participer à ses happenings (jusqu'à 10 000 participants), dirigés contre le régime militaire du général Wojciech Jaruzelski et la peur que pouvait ressentir l’ensemble de la société polonaise.

#### EnEspagne
Le collectif Dinero gratis (cf. Volem rien foutre al païs) prétend par le biais de happenings légitimer la réappropriation de biens commercialisés dans les grands magasins de centres-villes.

## Happeningselon Fluxus
L'histoire du happening est intimement liée au mouvement Fluxus, dont le but était de supprimer toutes frontières entre art et vie.
En intégrant le public à la performance artistique, les artistes Fluxus veulent supprimer l'idée d'un art qui se donne à voir et mettent plutôt en avant l'idée d'un art qui s'expérimente, se vit.

## Filmographie
Hé viva Dada, documentaire de Jean-Michel Humeau, constitue un des témoignages cinématographiques les plus précieux sur le happening, compte rendu du 2e festival de La Libre expression, manifestation phare organisée par Jean-Jacques Lebel en 1965.
On peut également citer EXPRMNTL 1967 du cinéaste Jud Yalkut qui se déroule lors du festival international du cinéma expérimental de Knokke-le-Zoute, où Jean-Jacques Lebel se livre à un happening impromptu en compagnie de Yoko Ono.
1966: Kunst und Ketchup. Elmar Hügler. film Südwestfunk, 14. Dezember 1966, 45 Min.